# Meluwur
Meluwur is een bestuurslaag in het regentschap Lamongan van de provincie Oost-Java, Indonesië. Meluwur telt 1310 inwoners (volkstelling 2010).